# Diacyclops ichnusoides
Diacyclops ichnusoides – gatunek widłonoga z rodziny Cyclopidae, nazwa naukowa gatunku została po raz pierwszy opublikowana w 1997 roku przez biologów Tomislava Karanovica i Trajana Kirila Petkowskiego z "Prirodonaucen Muzej na Makedonija" (maced. Природонаучен музеј на Македонија) w Skopje. 